# Bunte Republik Neustadt
 (février 2017).
Si vous disposez d'ouvrages ou d'articles de référence ou si vous connaissez des sites web de qualité traitant du thème abordé ici, merci de compléter l'article en donnant les références utiles à sa vérifiabilité et en les liant à la section « Notes et références ».

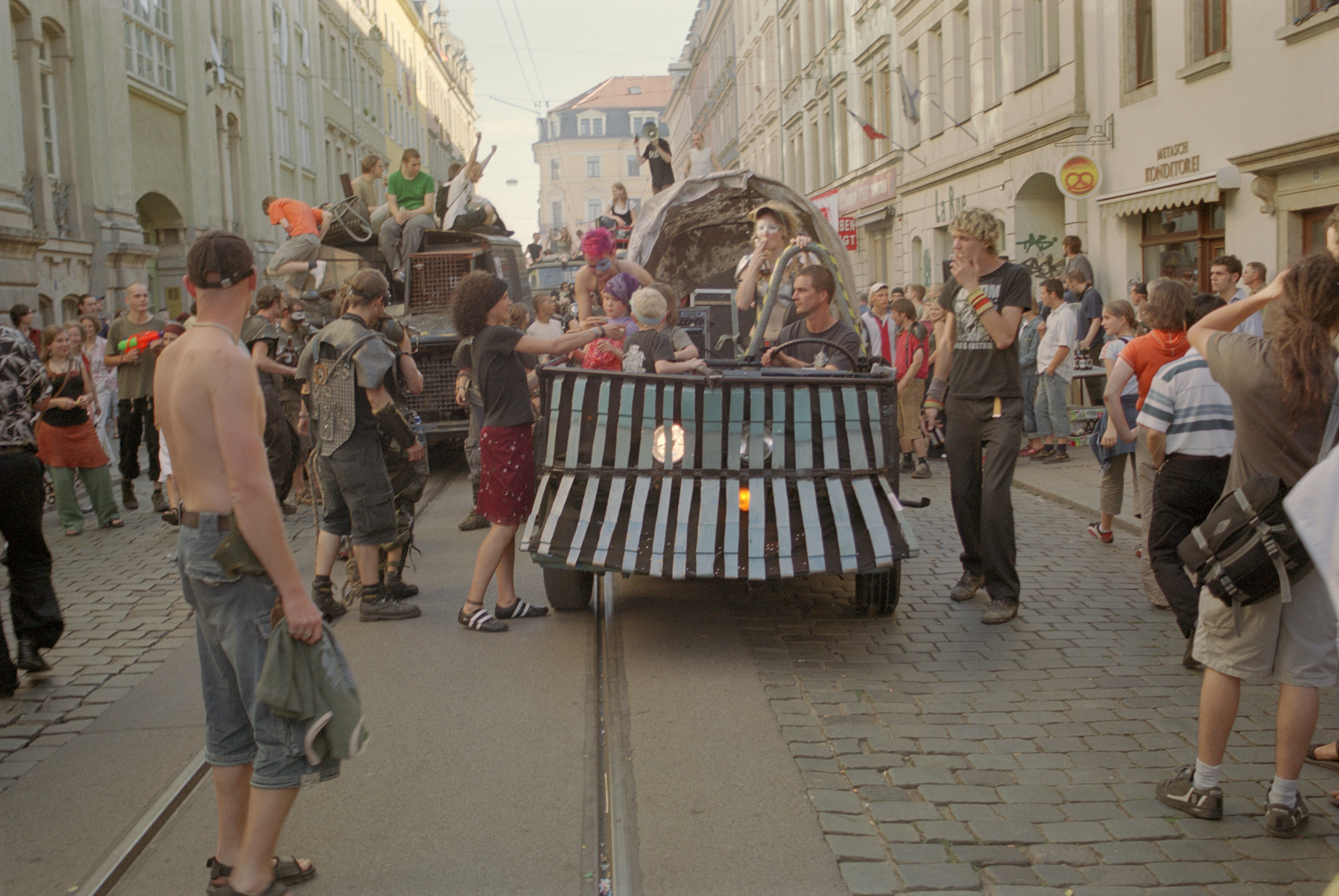
Le défilé des véhicules

La Bunte Republik Neustadt (BRN) ("République variée de Neustadt" en français) est une micronation établie de 1990 à 1993 dans le quartier d'Äußere Neustadt (de), en centre-ville de Dresde. Elle donne lieu à une fête chaque année au mois de juin.

## Histoire
Du 22 au 24 juin 1990, la BRN est proclamée et célébrée dans une grande fête de quartier. Un "gouvernement provisoire ordinaire" est formé, dirigé par un "monarque sans portefeuille" et les ministres des "lambeaux de forces militaires", de l'"inculture et des sous-marins"... Ce gouvernement demande le rattachement au Vatican, publie une déclaration de politique générale et des décrets. Les frontières de la BRN sont marquées par une ligne blanche qui passe notamment par les Bautzner Straße, Königsbrücker Straße, Königsbrücker Straße, Bischofsweg, Prießnitzstraße. Une monnaie, le "Neustadtmark", est instaurée, échangeable avec l'Ostmark et le Westmark. Un drapeau composé des bandes noir-jaune-rouge et une tête de Mickey Mouse entre des épis de blé, ressemblant au drapeau est-allemand, est dressé. En 1993, le gouvernement annonce sa dissolution.
Après cette dissolution, la fête de quartier est maintenue. Celle-ci est parfois le théâtre d'affrontements, notamment en 2001 et 2002. Les années suivantes sont plus calmes, avant un regain de violence en 2007. Les autorités communales de Dresde s'opposent parfois au maintien de cette fête, de par ces actes de violence.
Caractère actuel
Depuis 2002, la fête de quartier est organisée sans organisation générale, les gens et les lieux concernés notifient les événements individuels par un formulaire rédigé par la ville.
À cause des violences passées, la BRN voit une forte présence de la police. Malgré de nombreux opérations commerciales, un certain nombre d'initiatives privées sans but lucratif maintiennent l'esprit historique de la manifestation, comme le défilé des enfants dans Talstraße. De même, l'organisation est confiée à des habitants du quartier et non plus à des personnes de l'extérieur.
Le long de la Görlitzer/Rothenburger Straße défilent des véhicules originaux avec des matériaux artisanaux, accompagnés de musiciens et de danseurs.
En 2006, du 16 au 18 juin, on compte plus de 150 000 visiteurs.
En 2010, un musée est ouvert à l'occasion des 20 ans de l'événement.

## Source, notes et références
- (de) Cet article est partiellement ou en totalité issu de l’article de Wikipédia en allemand intitulé « Bunte Republik Neustadt » (voir la liste des auteurs).